# Hicham Belkaroui
Hicham Belkaroui, vereinzelt auch Hichem Belkeroui geschrieben, (* 24. August 1990 in Oran) ist ein algerischer Fußballspieler, der derzeit beim USM Algier unter Vertrag steht und in der Algerischen Nationalmannschaft aktiv war.
Bevorzugt kommt er auf der Position des Innenverteidigers zum Einsatz, kann jedoch auch die Position des linken Außenverteidigers bekleiden.

## Karriere

### Verein
Belkaroui wurde in der algerischen Küstenstadt Oran geboren und durchlief alle Jugendabteilungen von ASM Oran. Nachdem er zur Saison 2008/09 in den Profikader der Mannschaft aufrückte, absolvierte er 2009 seine ersten Ligaspiele in der West-Division der zweiten algerischen Liga.
Im Juni 2011 wurde er zum algerischen Erstligisten WA Tlemcen ausgeliehen. Dort konnte er sich nach anfänglichen Schwierigkeiten im Laufe der Saison als Stammspieler etablieren und absolvierte 17 der 30 Ligaspiele.
In der darauffolgenden Saison wurde er an USM El Harrach, ebenfalls ein Erstligist, verliehen.
Bei dem Verein aus der Hauptstadt Algier avancierte sich Belkaroui prompt zum Stammspieler, wurde jedoch fortan häufig als Linksverteidiger eingesetzt. Mit seinem Team konnte er 2013 das Erreichen der Vize-Meisterschaft feiern und wurde schließlich im Juli 2013 für eine Summe von umgerechnet 70.000 Euro fest verpflichtet.
Nach dem im Januar 2014 ein Transfer zum RC Lens scheiterte, verließ Belkaroui den Verein im Sommer 2014 bereits wieder und wechselte für umgerechnet circa 370.000 Euro zu Club Africain Tunis nach Tunesien, wo er mit dem Verein im Juni 2015 die tunesische Meisterschaft gewann.
Nachdem er im Januar 2016 seinen Vertrag mit dem Klub aus persönlichen Gründen aufgelöst hatte, schloss er sich am 1. Februar 2016 dem portugiesischen Erstligisten Nacional Funchal von Madeira an.
Nur ein halbes Jahr später kehrte Belkaroui nach Tunesien zurück, wo er im Juli 2016 einen Vertrag bei Espérance Tunis unterzeichnete. Bereits im August desselben Jahres konnte er mit Esperance den tunesischen Pokal gewinnen.
Am Ende der Saison 2016/17 feierte er mit dem Verein seinen zweiten Titel, den Gewinn der tunesischen Meisterschaft.
Am 23. Juli 2017 wurde er wiederum vom Moreirense FC aus Portugal verpflichtet, wo er einen Zwei-Jahres-Vertrag unterschrieb. Doch schon ein Jahr später wechselte er weiter zu al-Raed in die Saudi Professional League. Seit 2019 steht er wieder in seiner Heimat bei USM Algier unter Vertrag.

### Nationalmannschaft
Am 16. Mai 2013 wurde er vom algerischen Nationaltrainer Christian Gourcuff erstmals in das Aufgebot der algerischen A-Nationalmannschaft für ein Testspiel gegen Mauretanien berufen. Sein Debüt feierte Belkaroui am 9. Oktober im Freundschaftsspiel gegen Guinea. Bis zu seinem letzten Einsatz 2017 absolvierte er insgesamt zehn Partien, ein Tor gelang ihm dabei nicht.

## Erfolge
- Tunesischer Meister: 2015, 2017
- Tunesischer Pokalsieger: 2016